# Barbican barré
Lybius undatus
Espèce
Statut de conservation UICN

 LC  : Préoccupation mineure
Le Barbican barré (Lybius undatus) est une espèce d'oiseaux de la famille des Lybiidae, endémique à l'Éthiopie et à l'Érythrée.

## Liste des sous-espèces
- Lybius undatus leucogenys (Blundell & Lovat, 1899)
- Lybius undatus salvadorii Neumann, 1903
- Lybius undatus thiogaster Neumann, 1903
- Lybius undatus undatus (Ruppell, 1837)